# Zdeněk Burian
Zdeněk Burian, celým jménem Zdeněk Michael František Burian (11. února 1905 Kopřivnice – 1. července 1981 Praha), byl český malíř, ilustrátor a paleoumělec.
Ilustroval stovky zejména dobrodružných knih a svými ilustracemi přispíval do řady časopisů, celkový počet knižních a časopiseckých ilustrací pravděpodobně přesahuje 10 000. Ve světě však proslul zejména svými paleontologickými rekonstrukcemi zvířat a lidí, jichž ve spolupráci s profesorem Josefem Augustou a dalšími odborníky vytvořil přes tisícovku. Je považován za jednoho z nejvýznamnějších umělců v tomto oboru a je napodobován i současnými umělci. Významná část jeho paleontologických rekonstrukcí je k vidění v galeriích Moravského zemského muzea a ZOO Dvůr Králové.
Ve výuce přírodopisu a zeměpisu na základních školách byly dlouhou dobu používány velkoformátové tabule s jeho malbami, kterých vytvořil několik sérií zaměřených například na pravěk, krajiny a půdní typy nebo etnografii.
Je po něm (a profesoru Augustovi) pojmenován dinosaurus Burianosaurus augustai.

## Život a dílo

### Rodinné zázemí a studia
Zdeněk Burian se narodil 11. února 1905 v Kopřivnici do rodiny stavitele Eduarda Buriana a jeho manželky Hermíny, roz. Barabášové, dcery Michala Barabáše, stavitele v Rožnově pod Radhoštěm. V letech 1905 až 1909 pobýval Zdeněk Burian s rodiči ve Štramberku v domě čp. 38. Kolem roku 1910 se rodina přestěhovala do Kopřivnice a Zdeněk Burian zde začal navštěvovat (až do roku 1919) obecnou a měšťanskou chlapeckou školu, s výjimkou roku 1915, kdy se rodina na rok přestěhovala do Brna Na měšťanské škole v Kopřivnici si jeho výtvarného talentu jako první všiml jeho učitel kreslení A. P. Bartoň, jenž sám maloval, a to především krajinné motivy z Beskyd. Byl to právě on, kdo přemlouval Burianovy rodiče, aby syna poslali studovat do Prahy. Otec tomu nebyl nakloněn, protože se obával, že dva syny na studiích neuživí a chtěl Zdeňka poslat do učení na lesníka.
Vše nakonec rozhodla maminka, která odjela se synem do Prahy i přes otcův nesouhlas. Zde v roce 1919 složil úspěšně přijímací zkoušky na Akademii výtvarných umění. Zkušební komise se skládala z Maxe Švabinského, Vojtěcha Hynaise, Vlaha Bukovace a Jakuba Obrovského. Ti posuzovali Burianovy práce: dva portréty starého poloslepého muže uhlem a kompozici kopřivnických kovářů. Dne 24. října 1919 byl čtrnáctiletý Burian zapsán jako mimořádný studující Akademie výtvarných umění v Praze. Nastoupil do prvního semestru Všeobecné malířské školy, kterou vedl profesor Jakub Obrovský.
Na škole vydržel ale pouze necelé dva roky. Ve školním roce 1920/1921 šestnáctiletý Zdeněk Burian svá studia přerušil, i když podle studijních výsledků z předchozího školního roku, kdy byl v kreslení a malování hodnocen velmi dobře, nic nenasvědčovalo, že by měl se studiem problémy. Hlavní roli v jeho odchodu sehrály nejspíše existenční problémy, protože se při studiu musel živit zcela sám (pomáhal na stavbách, nosil kufry na nádraží, aranžoval výkladní skříně) a také jeho nízký věk. O svém pobytu na akademii se Zdeněk Burian vyjádřil slovy: „Bylo mi čtrnáct let a mým kolegům na Akademii bylo kolem dvaceti, takže byli o šest a také o osm let starší. Pochopitelně mě přezírali, nedružili se se mnou, a tak začala moje osamělost, která určila můj život až podnes.“ Zdeněk Burian se tedy nestal akademickým malířem a po odchodu ze školy se začal živit jako ilustrátor.

### Dvacátá léta 20. století
V tomto období Zdeněk Burian ilustroval především dobrodružnou literaturu. První knihou, do které takto přispěl, bylo Dobrodružství Davida Balfoura od Roberta Louise Stevensona, které vyšlo v září roku 1921 u nakladatele Antonína Svěceného. Možnost ilustrovat tuto svou první knihu dostal poté, co u diváků sklidily úspěch jeho ilustrace několika postav z románu Alexandra Dumase, které byly vystaveny ve výloze Dělnického nakladatelství A. Svěceného.[zdroj?] Již v roce 1920 však vytvořil ilustraci pro obálky série příběhů o Tarzanovi, která vycházela v nakladatelství A. Svěceného mezi lety 1920 a 1922. Mezi lety 1921 až 1924 u A. Svěceného vyšlo s ilustracemi Buriana celkem sedm knih ve kterých se objevilo 105 ilustrací, z toho 54 kvašů.
Od roku 1924 začal spolupracovat s nakladatelem Stanislavem Nikolauem, a tato spolupráce trvala celých 21 let. S. Nikolau byl přední český geograf meziválečného období, který psal zeměpisné učebnice a jako doplněk k nim od roku 1925 vydával geografické cykly „Země a lidé“, jež vycházely v České geografické unii. Od roku 1923 vydával Nikolau geograficko-politický časopis „Širým světem“, který vycházel až do roku 1944. Celkem se v 21 ročnících časopisu Širým světem objevilo 559 Burianových ilustrací, z čehož 451 bylo provedeno technikou kvaš a 40 olejomaleb. V geografickém cyklu Země a lidé to bylo přes 200 ilustrací.
Dne 14. února 1927 se Zdeněk Burian oženil s Františkou Loudovou (1904–1979). Se svou budoucí ženou se seznámil při trampování. Do přírody začal jezdit v roce 1919 s partou úředníka Čeňka Zahradníčka. Jezdili na Sázavu, kde na podzim 1921 tato skupina trampů vybudovala Osadu Arizona a postavila první trampskou chatu. Poté, co chata vyhořela, jezdil Burian s partou i do jiných osad: Montana na Berounce a Tornádo na Kazíně. Trampování mělo pro Buriana i velkou cenu a přínos jako pro malíře, protože trávil v přírodě celé dny a mohl ji tak studovat v každé její denní i roční době. Z těchto trampských let pochází rovněž jeho přezdívka – Burka.
V roce 1927 se manželům Burianovým narodila dcera Eva. Ve stejném roce začal pro nakladatelství Josefa Richarda Vilímka postupně ilustrovat časopisy: Humoristické listy, Malý čtenář, Dobrodružný svět, …) a potom též i dobrodružné knihy. První knihou u Vilímka byla Orlové velké armády od F. J. Čečetky. Ve Vilímkově nakladatelství byl Burian doslova vtažen do nakladatelské mašinérie, kdy proto, aby mohl ilustrovat dobrodružné knihy musel dodávat i zadané ilustrace do Humoristických listů, Malého čtenáře a jiných časopisů. Některými zadanými pracemi byl rozčarován, ať už z důvodu samotného zadání nebo časové tísně, protože pracoval i pro nakladatelství S. Nikolau a od 30. let pro nakladatelství Toužimský & Moravec. Vztahy mezi Burianem a Vilímkem byly z tohoto důvodu občas napjaté. Na druhou stranu Vilímek pomohl Burianovi existenčně, když mu roku 1930 sehnal byt na Žižkově. Během spolupráce s nakladatelem Vilímkem, která trvala do roku 1948, kdy nakladatelství zaniklo, ilustroval Burian na 48 titulů, některé i dvakrát, celkem se zde objevilo 1270 ilustrací, z toho 520 prací kvašovou technikou. Mezi ilustrované tituly u Vilímka patřily knihy od J. Verna (20 000 mil pod mořem, Patnáctiletý kapitán, Tajuplný ostrov, Děti kapitána Granta, Dva roky prázdnin, Zemí šelem, Tajemství pralesa), A. Dumase staršího (Maratův sen, Slečna de la Bretogne), J. F. Coopera (Lodivod), L. Motta (Plenitelé Polynesie, Tajemství Indického moře), A. Assollanta (Hrdinný kapitán Korkorán), R. Kiplinga (Mauglí, Stateční kapitáni) D. G. Mukerdžího (Můj slon Kárí, Za Kárím v indické džungli), F. J. Čečetky (Berezina I-II, Slavkov I-II, Waterloo I-II), a mnoho dalších. Knihy ve Vilímkově nakladatelství měly vysoký standard, výborné zpracování, velkou kvalitu tisku, precizní výtvarné a knihařské řešení vazby, a proto patří ke sběratelským skvostům.[zdroj?]

### Třicátá léta 20. století

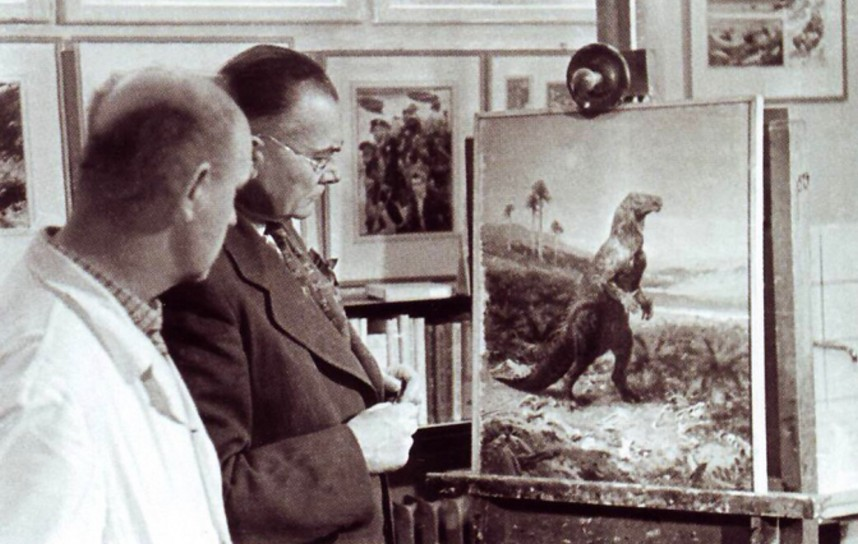
Zdeněk Burian (vlevo) s Josefem Augustou u Burianova obrazu iguanodona

V roce 1930 ilustroval Zdeněk Burian první knihy nakladatele Jana Toužimského. Od června roku 1932 pak začal pracovat pro nakladatelství Toužimský & Moravec., které se snažilo obnovit slávu románů Karla Maye a tak vznikly veleúspěšné edice S puškou a lasem a Romány Karla Maye, také zde vycházely dobrodružné seriály o Tarzanovi a o letci Bigglesovi. Nakladatelství vydávalo i díla českých autorů, jako byli A. V. Frič, E. Holub, E. S. Vráz a jiní. Mezi knihy ilustrované Zdeňkem Burianem v nakladatelství Toužimský & Moravec patřily např. K. May (Vinnetou, Petrolejový princ, Na Rio de la Plata, Odkaz posledního Inky, Černý Mustang, Červenomodrý Methusalem, Duch prérie, Karavana otroků, Pouť do Mekky, Vánoce, Ohnivá puška, Satan a Jidáš, Lovec sobolů, Derviš, Jednooký Joe…), W. E. Johns (Biggles – Vzdušný komodor, Biggles – Černý kondor, Biggles v Africe, Biggles – Modré nebezpečí, Biglessova letecká společnost, Bigless útočí, Bigless jde do války, Bigless učí létat), J. Retcliffe (Skadarská vlčice, V zemi půlměsíce, Kněžna sibiřských plání, Černé veličenstvo, Pohřbený prapor), T. Gredsted (Zpívající šíp, Syn prérie, Hura-Kura zelený náramek), R. Beholz (Tekumtha, Zvěd z tvrze Oswego), E. S. Vráz (Taje amazonských pralesů, Za poklady Eldoráda, V zemi zlata a Inků, U králů temné pevniny, V zemi bílého slona, V sedmém moři, S lovci lebek na Borneu…), A. V. Frič (Strýček Indián, Hadí ostrov, Dlouhý Lovec) E. Holub (Černý ráj, Jaro v Africe, Za řekou nesnází) a mnoho dalších. Velký podíl na úspěchu knih vydávaných v tomto nakladatelství měl Burianův výtvarný doprovod. Stejně jako ve Vilímkově nakladatelství měly i knihy nakladatelství Toužimský a Moravec vysokou kvalitu, takže patří k ceněným sběratelským kouskům. Pro samotného malíře Zdeňka Buriana byla třicátá léta nejplodnějším obdobím na poli ilustrování dobrodružných knih, v tomto období přispíval svými ilustracemi do knih i u jiných nakladatelů, než výše jmenovaných, byly to např. nakladatelství V. Šeby, J. Hokra, J. Kobese a dalších. U nakladatele Kobese Burian ilustroval knihy Jaroslava Foglara Hoši od Bobří řeky a Chata v Jezerní kotlině. Kromě těchto dvou knih ilustroval další Foglarovky (Boj o první místo, Pod junáckou vlajkou a Historii Svorné sedmy). Zdeněk Burian na Foglarových knihách oceňoval hlavně jejich morální význam a poslání pro mládež. Jaroslav Foglar vzdal malíři Burianovi hold, když ve své knize Když Duben přichází (v kapitole V umělcově svatyni), si hoši jdou pro podpis ke svému oblíbenému ilustrátorovi dobrodružných knih Florianovi, který měl představovat Zdeňka Buriana.
Důležitým mezníkem v Burianově tvorbě se stal rok 1932, kdy v časopise Malý čtenář vyšla povídka Eduarda Štorcha Lovci sobů a mamutů, která byla doprovázená pěti Burianovými ilustracemi. Tyto kresby zaujaly docenta Josefa Augustu, pozdějšího profesora paleontologie Univerzity Karlovy. Ten Zdeňka Buriana v roce 1935 pozval a požádal, aby podle kostry nakreslil veleještěra Diplodoka a neandertálce. Burian byl s náčrtem kreseb za dvacet minut hotov, a protože docent Augusta byl spokojen, nabídl malíři spolupráci na dalších rekonstrukcích. Brzy po tomto prvním setkání namaloval pod vedením docenta Josefa Augusty v roce 1935 svých prvních šest obrazů s paleontologickou tematikou. Vůbec prvním obrazem byl olej Aridní krajina z doby permské. Po úspěchu povídky E. Štorcha Lovci sobů a mamutů s kresbami Buriana se rozhodl Štorch povídku přepracovat a rozšířit na román a tak v září roku 1937 vyšlo první knižní vydání knihy Lovci mamutů od Eduarda Štorcha s mnoha ilustracemi Zdeňka Buriana. Ten i v pozdějších letech ilustroval většinu Štorchových knih s pravěkou a historickou tematikou. A i když Štorchovy knihy ilustrovali i jiní malíři (Panuška, Wowk, Sekora), většina generací dětských čtenářů si tituly jako jsou Lovci mamutů, Minehava, Osada Havranů, Volání rodu, Bronzový poklad, Hrdina Nik aj. nedokáže představit jinak, než s kresbami Zdeňka Buriana.

### Čtyřicátá léta 20. století
V první polovině čtyřicátých let, tedy v období Protektorátu Čechy a Morava, dochází k velkému útlumu ve vydávání dobrodružných knih, na každý vydaný titul muselo být povolení příslušných orgánů a mnozí autoři byli zakázaní. Zdeněk Burian se v tomto těžkém období, během druhé světové války obrací k tématům ryze národním, a tak ilustruje pro jeho tvorbu ne zcela typické tituly, jako jsou Babička, Pohorská vesnice, Pohádky Boženy Němcové, Nerudovy Povídky malostranské (nevydány) a také se začíná více věnovat pravěké tematice. V roce 1941 vychází kniha Josefa Augusty Zavátý život, kterou Burian doprovodil svými kresbami a kvaši. A hned následujícího roku 1942 vydává nakladatelství Toužimský & Moravec knihu Josefa Augusty Divy prasvěta, s podtitulem Kronika pravěké přírody, kde se na téměř 750 stranách autor zabývá vývojem života na Zemi. Burian toto dílo doprovodil 13 oleji, 12 kvaši a 63 perokresbami. O sedm let později (v roce 1949) namaloval Burian svoje první „školní obrazy“ s náměty z pravěku. Situace s vydáváním dobrodružných knih se o mnoho nezlepšila ani po konci druhé světové války a po nástupu komunistů k moci v roce 1948 většina soukromých nakladatelství zanikla nebo byla zestátněna.

### Padesátá a šedesátá léta 20. století
Od roku 1949 mělo monopolní postavení v oblasti dobrodružné literatury pro děti Státní nakladatelství dětské knihy, pozdější Albatros. Pro Zdeňka Buriana představovalo jedinou možnost, jak dále ilustrovat dobrodružné knihy, být partnerem tohoto nakladatelství. A proto musel občas ilustrovat knihy, které představovaly úlitbu dané době a kterých by si dříve ani nevšiml (Sloužím vlasti, S albánskými partyzány, Za svobodu Albánie). Pro Zdeňka Buriana byl počátek padesátých let nelehkým obdobím, protože pro komunistický režim představoval autora, který se orientoval na tzv. "západní pokleslou dobrodružnou literaturu", navíc bylo vládnoucí garnituře trnem v oku jeho aktivní působení v trampingu, či velké sympatie ke hnutí woodcraft. V tomto období čelil častému napadání ze strany výtvarné kritiky i malířů a ilustrátorů, kteří zastávali prorežimní postoj. Mezi nejzářnější příklady hanobení ilustrátorské práce Zdeňka Buriana patří výpady ze strany básníka Stanislava Neumanna (vnuka S. K. Neumanna) a malíře a spisovatele Ondřeje Sekory. Obzvláště nenávistný a netolerantní slovník použil prvně jmenovaný, když Burianovy ilustrace označil za naturalistické a formalistické, za ilustrace z kterých vyzařuje autorova neláska ke skutečnosti a nenávist k člověku. A tyto tzv. naturalistické ilustrace označil za kult odpornosti, surovosti, zvířeckosti, děsu a za bezostyšné zpotvořování člověka a skutečnosti. Burian se proti této kritice a výpadům snažil bránit, ale byl i nadále výtvarnými kritiky značně opomíjen a v jejich kritikách se na adresu jeho ilustrátorských prací znovu objevovaly pojmy naturalismus a formalismus. I když tato doba nebyla nakloněna velkému vydávání dobrodružné literatury, obzvláště té západní anglo-americké, tak přece jen nějaké knihy s dobrodružnou tematikou vychází a tak mohl v padesátých a především v šedesátých letech Zdeněk Burian ilustrovat knihy autorů, jako byli Jules Verne (Ocelové město, Podivuhodná dobrodružství výpravy Barsacovy, V krajině kožešin), Karel May (Duch Llana Estacada, Vinnetou, Černý mustang, Syn lovce medvědů), Jack London (Jerry z ostrovů, Z polárních a jižních krajů, Děti slunce a mrazu), Rudyard Kipling (Knihy džunglí), Daniel Defoe (Robinson Crusoe), Robert Louis Stevenson (Poklad na ostrově), Edgar Rice Burroughs (Tarzan), James Fenimore Cooper (Poslední Mohykán). Z českých autorů to pak byly knihy především Eduarda Štorcha a dále Alberto Vojtěcha Friče (Strýček Indián, Dlouhý lovec, Hadí ostrov), Františka Flose (Lovci kožešin, Supové Atlasu, Na modrém Nilu, Strýcův odkaz), Jaroslava Moravce (Válka bez skalpů, Klekí Petra, bílý otec Apačů), Miloše Václava Kratochvíla (Objevitelé a dobyvatelé), Vojtěcha Zamarovského (Za sedmi divy světa), Ludvíka Součka (Velké otazníky) a jiných.
V roce 1951 začal vznikat cyklus geografických obrazů „Krajiny a půdní typy“. Celkem v tomto cyklu vzniklo do roku 1958 13 obrazů (Černozemní půda, Hnědozem středoevropská, Nivní půda, Půda lateritická, Půdy podzolové, Půda pouštní, Solná půda slancová, Tundrová půda, Arktis, Mořské pobřeží, Tropický prales, Černá tajga, Savana). 14 obraz Světla tajga byl domalován dodatečně roku 1967. Roku 1955 natočil režisér Karel Zeman slavný film Cesta do pravěku, inspirovaný ilustracemi Zdeňka Buriana, na tomto filmu vědecky spolupracoval paleontolog Josefa Augusta. Následujícího roku (1956) byla vydána kniha Josefa Augusty „Tiere der Urzeit“. Byla to první cizojazyčná obrazová publikace s rekonstrukcemi Zdeňka Buriana. Tato publikace byla vydána v mnoha jazycích a jméno Zdeňka Buriana si tak ve světě vydobylo pozici jednoho z předních malířů a ilustrátorů období pravěku. Česky toto dílo vyšlo ve stejném roce pod názvem Hlubinami pravěku. Vzájemná spolupráce s profesorem Josefem Augustou trvala až do roku 1968 a v jejím rámci vzniklo na 260 obrazových rekonstrukcí malovaných technikou oleje a více než 100 obrazů vytvořených jinými malířskými technikami. Tyto obrazové rekonstrukce z období pravěku vycházely v padesátých a šedesátých letech v knihách Josefa Augusty – Z hlubin pravěku, Neandertálci, Z pradějin člověka, Z pradějin tvorstva, Úvod do všeobecné paleontologie, Lovci mamutů a sobů, Pradějiny koně, Zrození Venuše, Ztracený svět, Opolidé a předlidé, Z pradějin života.
Josef Augusta zemřel roku 1968 a od roku 1969 začal Zdeněk Burian spolupracovat s profesorem Zdeňkem Vlastimilem Špinarem. Ve spolupráci s tímto paleontologem pak v následujících deseti letech (až do roku 1979) namaloval Zdeněk Burian přibližně 79 rekonstrukcí.

### Sedmdesátá léta 20. století
Konec šedesátých a následná sedmdesátá léta jsou ve znamení vzestupu ve vydávání knih s Burianovými ilustracemi, ale samozřejmě nevycházelo tak velké množství titulů, jako v předválečných letech. Burian v těchto letech doprovodil svými ilustracemi tituly K. May (Old Surehand I-II, Pouští a prérií) F. B. Harte (Ztraceni v pustině, Gabriel Conroy), Z. Grey (Vítr smrti), J. London (Ztracená tvář), F. Flos (Strýcův odkaz, Z pralesů Konga, Taje afrických pralesů), F. Běhounek (Kletba zlata), J. Kutík (Bílá vydra, Bílá vydra na stopě, Návrat Bílé vydry), R. Kraft (Nobody – muž z neznáma), J. Vágner (Afrika – ráj a peklo zvířat), J. Novotný (Konec medvědí sezóny), E. Štorch (Zastavený příval, Volání rodu), B. Fiala (Mamuti táhnou do bažin), J. Augusta (U pravěkých lovců, Lovci jeskynních medvědů) aj.
Docenění malířovy práce přichází i z dalekých zemí. Např. americký malíř Roy G. Krenkel o ilustracích k Old Surehandovi napsal: „Nad Old Surehandem jsem se smál, když jsem si uvědomil, jak Burian (v srdci Evropy) zase jednou pobil americké umělce žijící na Dalekém Západě na jejich vlastním poli! Měli jsme pár malířů Západu, kteří se v tom vyznali: Charlie Russela, Remingtona a něco málo skoro stejně dobrých. Všichni jsou už mrtví. Nemohu si ale vzpomenout na žádného žijícího, který by se vyrovnal kvalitou své práce těm dvěma dílům Surehanda." 
V roce 1971 začal v časopisu Živa vycházet seriál zoologa Vratislava Mazáka „Z pradějin člověka“. Tento seriál doprovázel Zdeněk Burian novou sérií rekonstrukcí našich předků. Současně s touto prací maloval Zdeněk Burian 13 rekonstrukcí pro publikaci z cyklu „Grzimeks Tierleben“. V roce 1972 vyšla obrazová kniha „Life before Man“, jejímž autorem byl profesor Zdeněk Vlastimil Špinar. V následujících letech vyšla tato kniha po celém světě v 18 jazykových verzích. Seriál Z pradějin člověka, který vycházel v časopise Živa do roku 1976 vyvolal velký ohlas a zájem u našich i zahraničních odborníků a stal se základem pro publikaci Vratislava Mazáka z roku 1977 „Jak vznikl člověk“ s podtitulem Sága rodu Homo. Ve stejném roce vychází publikace „Menschen der Urzeit“ jako výsledek spolupráce s antropologem Josefem Wolfem. Kromě pravěkých rekonstrukcí se v této publikaci nacházejí i obrazy s tematikou národopisnou a historickou. V roce 1977 začal Zdeněk Burian malovat cyklus rekonstrukcí pro galerii v ZOO ve Dvoře Králové nad Labem (ve spolupráci s poradcem Vratislavem Mazákem). Na tomto cyklu pracoval až do své smrti, z původně zamýšlených 34 obrazů na rozměrných plátnech, jich stihl namalovat 22. Posledním obrazem je Život v ordovickém moři, který dokončil v červnu 1981. Po jeho smrti byl cyklus doplněn o obrazy staršího data. Cyklus představuje vývoj života na Zemi od prvohor (vývoj rostlin a bezobratlých, ryb a obojživelníků) přes druhohory (vývoj plazů), třetihory (vývoj savců) po čtvrtohory (vývoj člověka). O tom, že sbírka Burianových obrazů v ZOO Dvůr Králové, čítající celkem 147 děl, je světovým unikátem, svědčí i fakt, že obrazy byly prohlášeny národní kulturní památkou.
V průběhu 70. let už se například na Burianových malbách druhohorních dinosaurů projevují jisté nové trendy (pokročilejší anatomické ztvárnění, ovlivněné tehdy probíhající Dinosauří renesancí).

### Osmdesátá léta 20. století
Burianovo celoživotní dílo sklízí vavříny ve světě. Jeho životopis je uveden v proslulé knize Who's Who in the World, kam se zařazují jen ti jednotlivci, kteří dosáhli něčeho významného ve svém oboru a kteří tím významně přispěli k rozvoji současné společnosti. Dostává se mu slov uznání od zahraničních vědců působících v oblasti zoologie, paleontologie a antropologie.
„Vaše vlast může být hrdá, že má umělce, který dovede tak přesvědčivě zvládnout tak obtížný úkol...“
Dr. P. J. H. van Bree, univerzita Amsterodam
„Burian vykonal gigantické dílo pro přiblížení vědeckých znalostí širokému okruhu lidí.“
Prof. Roman F. Gekker, paleontolog, Leningrad
Roku 1980 vychází v Londýně kniha Vratislava Mazáka „Prehistoric Man“, která se stala rekapitulací Burianovy paleoantropologické tvorby. Téhož roku sklízí velký úspěch a nadšení výstava v Japonském zábavním parku Seibuen nedaleko Tokia. Teprve na sklonku života se Zdeňku Burianovi dostává ocenění i v rodné zemi. Dne 9. května 1980 mu byl udělen (při příležitosti květnových oslav) titul zasloužilého umělce. Na jaře roku 1981 byla otevřena výstava v Galerii Václava Špály a nedlouho po ní výstava v pražském Mánesu. Tyto výstavy se staly rekapitulací Burianova plodného života. 1. července 1981 byla zahájena další výstava, ve výstavní síni nakladatelství Albatros, toho dne však Zdeněk Burian následkem pooperačních komplikací umírá v pražské nemocnici Na Františku. Před svou smrtí prý často mluvil o tom, že by chtěl být pohřben na Moravě pod starou borovicí. Jeho popel byl však rozptýlen na Zbraslavském hřbitově.

### Devadesátá léta 20. století až současnost
V porevolučním období se oživil zájem o dílo Zdeňka Buriana a objevily se snahy vrátit tomuto celosvětově uznávanému umělci to, co mu minulý režim zůstal dlužen. V roce 1990 obnovili potomci původních majitelů nakladatelství Toužimský & Moravec, které začalo vydávat reedice knih s dobrodružnou tematikou s ilustracemi Zdeňka Buriana. Nakladatelství Magnet-Press začalo vydávat v edici Dálky sešitová vydání pozapomenutých titulů K. Maye, J. O. Curwooda, Z. Greye a dalších s Burianovými kresbami. V edici Dálky také vycházelo sešitové vydání Tarzana a v prvním svazku otiskl redaktor Jiří Stegbauer výzvu k založení Společnosti přátel Zdeňka Buriana. Této iniciativy se chopil Aleš Durčák žijící v místě rodiště Zdeňka Buriana a tak 25. června 1991 vznikla Společnost přátel Zdeňka Buriana, kterou tvoří obdivovatelé umělcova díla. Prvotním cílem společnosti bylo zřízení malířova muzea. To se nakonec podařilo a Muzeum Zdeňka Buriana bylo slavnostně otevřeno dne 28. května 1992 ve Štramberku. Členové společnosti se zde pravidelně začali scházet, aby si připomínali umělce, jenž část svého dětství prožil právě v tomto městečku, kam se s láskou vracel celý život. Součástí setkání jsou vernisáže nových výstav pořádaných v muzeu, křty nových titulů, besedy, přednášky a prezentace zajímavých osobností, sběratelské burzy a aktuální informace o všem, co souvisí s malířovým dílem a podobnými tematickými okruhy. Společnost v současné době čítá stovky členů, a to nejen z České republiky. V počátcích svého působení vydávala společnost svůj časopis, který se jmenoval Podzimní vítr, což byla indiánská přezdívka, kterou Zdeněk Burian obdržel od svých dětských obdivovatelů. Muzeum Zdeňka Buriana má své sídlo na náměstí ve Štramberku v budově č. 31 a každým rokem pořádá novou výstavu zaměřenou na dílo Zdeňka Buriana, aktuální výstava nese název Zdeněk Burian a jeho svět a probíhá ve dnech 5. 1. – 18. 12. 2022.
Dne 8. října 2015 byla v nově zrekonstruovaném objektu bývalé farské konírny v obci Slatinice u Olomouce otevřena Galerie Zdeňka Buriana. Ve stálé expozici je zde více než 150 originálů kreseb, kvašů, akvarelů i olejů. Sbírka je doplněna dalšími stovkami knih, katalogů a časopisů. Zdejší expozice zahrnuje nejen ilustrace k světoznámým autorům jako jsou Karel May, Jack London, Enrique Stanko Vráz, ale i méně známá díla – ilustrace k Babičce Boženy Němcové, scénické návrhy pro operu Svatopluk od Eugena Suchoně.
V současné době vydává nakladatelství Albatros v edici Knihy odvahy a dobrodružství tituly s dosud nevydanými ilustracemi Zdeňka Buriana, ale opakovaně zde vychází i dříve vydávané knihy od Karla Maye, Eduarda Štorcha, Jaroslava Foglara, či Ondřejem Neffem převyprávěné Verneovky s kresbami Zdeňka Buriana. S tematikou pravěku vyšly knihy od Vratislava Mazáka (Pravěký člověk), Josefa Beneše (Pravěká příroda), Bořivoje Záruby (Svět vymřelých zvířat, Cesta do pravěku: Dávný svět v obrazech Zdeňka Buriana) a Zdeňka Vlastimila Špinara (Velká kniha o pravěku). Především autor Vladimír Prokop píše a vydává monografická díla o Zdeňku Burianovy (Zdeněk Burian a paleontologie, Ilustrátor Zdeněk Burian, Zdeněk Burian, Zdeněk Burian – monografie, Vlastní cestou – Zdeněk Burian, Zdeněk Burian: Širým světem). Eva Hochmanová – Burianová (narozena 1927) o svém otci v roce 1991 vydala pěknou životopisnou knihu rodinných vzpomínek s názvem Zdeněk Burian/pravěk a dobrodružství. V nedávné době vyšly v nakladatelství Albatros tři obsáhlé velké monografie od Ondřeje Müllera a Rostislava Walici – Dobrodružný svět Zdeňka Buriana, Podivuhodný svět Zdeňka Buriana a Zapomenutý svět Zdeňka Buriana. V budoucnosti by měly vyjít obdobné monografie s pravěkou tematikou.
Po roce 1989 se v různých koutech České republiky téměř každoročně konají výstavy, připomínající výtvarné umění Zdeňka Buriana. Největší výstava proběhla při příležitosti 100 výročí narození Zdeňka Buriana v roce 2005 v Jízdárně Pražského hradu. Časté jsou výstavy v Moravském zemském muzeu v Brně, v pavilonu Anthropos. Moravské zemské muzeum opatruje ve svých depozitářích největší sbírku Burianových děl, která čítá přes 200 olejů a kvašů, doprovázených velkým množstvím kreseb a studií.

## Dílo
Zdeněk Burian byl členem Svazu československých výtvarných umělců, Sdružení výtvarníků Purkyně a pravidelně se zúčastňoval členských výstav. Bývá považován za přední osobnost dějin paleoartu (umělecké tvorby zaměřené na rekonstrukci života v pravěku).

### Statistika díla
Zdeněk Burian nebyl experimentátor, zdokonaloval pouze svoji techniku, snažil se, aby jeho dílo bylo přístupné každému. Jeho dílo je velmi rozsáhlé:
- V oblasti ilustrační je registrováno okolo 9 900 Burianových prací.[1]
- Celkem Zdeněk Burian ilustroval více než 460 různých knižních titulů.[1][pozn. 4]
- Více než 1 000 jeho originálů se zabývá paleontologickou tematikou (z toho více než 400 je malováno technikou oleje).[1][pozn. 5]

- Historii, etnografii a geografii je věnováno téměř 140 olejomaleb a přes 200 prací bylo provedeno jinou technikou.[1][pozn. 6]
- Volná Burianova tvorba představuje okolo 260 olejů, dalších 400 prací je vytvořeno jinou technikou.[1][pozn. 6]
- Včetně kreseb z Burianova mládí, různých studií a příležitostných prací namaloval za celý svůj život Zdeněk Burian zcela určitě přes 13 000 prací.[1][pozn. 7]

### Některá díla
Posledním velkým cyklem je nedokončený soubor pláten pro Východočeskou zoologickou zahradu ve Dvoře Králové nad Labem, posmrtně doplněný o uvolněné práce malované pro Komenium.
Vedle rekonstrukcí vznikla i řada volných pláten a dva cykly – oslava přírodních národů „Porobení“ a protiválečný cyklus „Obžalování“.
V roce 2012 vystavilo Moravské zemské muzeum v Brně v pavilonu Anthropos dosud neznámou studii k proslulému obrazu Neolitičtí zemědělci z roku 1951.

## Výstavy
Po druhé světové válce až do své smrti v roce 1981 uspořádal Zdeněk Burian 36 samostatných výstav, na nichž počet vystavovaných děl přesáhl 50 exponátů. Kromě toho měl Burian kolem 30 menších výstav samostatných, či společných s jinými umělci. Většinou byly vystavovány prehistorické rekonstrukce, knižní ilustrace, obálky aj. Pouze ojediněle se na výstavách objevily obrazy z neznámých cyklů nebo portréty (např. v roce 1965 v síni Kubánské kultury v Praze a v roce 1970 v Pražské výstavní síni na Václavském náměstí).

### Stálé výstavy
Kromě Muzea Zdeňka Buriana ve Štramberku je v Česku několik dalších stálých expozic.
Moravské zemské muzeum vlastní přes 200 olejomaleb a kvašů a navíc řadu kreseb Zdeňka Buriana. Část prací je vždy vystavena v Galerii Zdeňka Buriana v pavilonu Antrophos. První byla v roce 1965 stálá expozice O původu a vývoji člověka a počátcích jeho kultury a její reinstalace v roce 1980. Následovala řada krátkodobých tematických výstav. Do konce roku 2024 je v pavilonu Anthropos instalována výstava Když Brnem táhli mamuti představující asi 70 Burianových obrazů.
ZOO Dvůr Králové vlastní sbírku 147 Burianových děl, která byla prohlášena za národní kulturní památku. Obrazy jsou vystavovány v Galerii Zdeňka Buriana v hlavní správní budově, kterou je možno navštívit v rámci návštěvy safari parku (bez dodatečného vstupného). Ve čtyřech místnostech jsou zachyceny výjevy od prvohor až po čtvrtohory. Údajně jde o největší stálou výstavu Burianova díla na světě.
V roce 2015 byla otevřena Galerie Zdeňka Buriana v Lázních Slatinice u Olomouce. Galerii provozuje Občanské sdružení Děti Hané se sídlem v Prostějově. Téma výstavy je Cesta kolem světa se Zdeňkem Burianem.

### Přehled větších výstav Zdeňka Buriana
- 1953 Výstavní síň Na příkopě, Praha, 140 prací
- 1954 Výstavní síň J. E. Purkyně, Praha, 52 prací
- 1960 Okresní muzeum, Valašské Meziříčí, 83 prací
- 1960 Hrad v Malenovicích, 83 prací
- 1961 Vlastivědný ústav, Olomouc, 150 prací
- 1961 Okresní lidová knihovna, Náchod, 59 prací
- 1961 Výstavní síň MNV, Ústí nad Orlicí, 59 prací
- 1962 Katedra výtvarné výchovy pedagogického institutu, Ostrava, 71 prací
- 1962 Kulturní dům, Slaný, 103 prací
- 1963 Okresní lidová knihovna, Náchod, 58 prací
- 1965 Valdštejnský palác, Praha, 210 prací
- 1965 Dům kubánské kultury, Praha, 35 prací
- 1966 Valdštejnský palác, Praha, 180 prací
- 1966 Muzeum für Naturkunde, Berlín, 95 prací
- 1968 Muzeum v Salcburku, Rakousko (počet prací – ?)
- 1969 Galerie P, Ostrava, 60 prací
- 1970 Dům umění, Znojmo, 120 prací
- 1973 Moravské zemské muzeum, Anthropos, Brno, 160 prací
- 1974 Severočeské muzeum, Liberec, 110 prací
- 1975 Vlastivědný ústav, Nový Jičín, 91 prací
- 1975 Frenštát pod Radhoštěm, 91 prací
- 1975 Galerie výtvarného umění, Cheb, 70 prací
- 1976 Základní devítiletá škola, Hodonín, 60 prací
- 1980 UNESCO Village, Seibuen u Tokia (počet prací – ?)
- 1981 Československé kulturní středisko, Berlín, 84 prací
- 1981 Galérie Václava Špály, Praha, 130 prací
- 1981 Výstavní síň Mánes, Praha, 220 prací
- 1981 Výstavní síň Albatrosu, Praha, 85 prací
- 1984 Krajské vlastivědné muzeum, Olomouc, 200 prací
- 1989 Moravské zemské muzeum Anthropos, Brno, 119 prací
- 1990 Musée de Solutré, Francie, 37 prací
- 1991 Prírodovedné múzeum, Bratislava, 31 prací
- 1992 Národní muzeum, Praha, 50 prací
- 1992 Muzeum Zdeňka Buriana, Štramberk, 63 prací
- 1992 Památník F. Duši, Frýdlant nad Ostravicí, 60 prací
- 1993 Muzeum Zdeňka Buriana, Štramberk, 57 prací
- 1994 Muzeum Zdeňka Buriana, Štramberk, 75 prací
- 1995 Muzeum Zdeňka Buriana, Štramberk, 120 prací
- 1995 Muzeum Vyškovska, Vyškov, 62 prací
- 1995 Muzeum Prostějovska, Prostějov, 292 prací
- 1995 Nová výstavní síň, Chrudim, 76 prací
- 1995 Muzeum hlavního města Prahy, Praha, 130 prací[14]
- 1997 Ilustrátor Zdeněk Burian, Okresní muzeum Pelhřimov, 7. říjen – 23. listopad 1997
- 1998 Zdeněk Burian – Malíř a ilustrátor, Galerie F. Jeneweina, Kutná Hora. 28. leden – 5. duben 1998
- 2001 Vzpomínka na Zdeňka Buriana, Galerie Vltavín, Praha, 15. květen – 10. červen 2001
- 2002 The path of bravery and adventure Zdeněk Burian and his world, České centrum, Stockholm, Švédsko 17. leden – 8. únor 2002
- 2002 Cesty do pravěku, Moravské zemské muzeum, Dietrichsteinský palác, Brno, 1. listopad – 21. březen 2003
- 2003 The path of bravery and adventure Zdeněk Burian and his world, Velvyslanectví ČR v Abuji, Nigérie
- 2003 Ilustrátor Zdeněk Burian, Muzeum východních Čech, Hradec Králové, 23. duben – 22. červen 2003
- 2005 Cesta do pravěku, Muzeum Novojičínska, Nový Jičín, 12. únor – 21. srpen
- 2005 Zdeněk Burian, Jízdárna Pražského hradu, Praha 1. duben – 11. září 2005[26]
- 2006 Zdeněk Burian a jeho svět – stezkou odvahy a dobrodružství, Muzeum Zdeňka Buriana, Štramberk, 4. únor – 4. červen 2006
- 2006 Zdeněk Burian – S paletou a štětcem, Muzeum Zdeňka Buriana, Štramberk, 1. červenec – 12. listopad 2006
- 2007 Zdeněk Burian a jeho svět – stezkou odvahy a dobrodružství, Muzeum Zdeňka Buriana, Štramberk, 4. březen – 17. červen 2007
- 2008 Zdeněk Burian S paletou a štětcem II, Muzeum Zdeňka Buriana, Štramberk, 17. květen – 14. září 2008
- 2009 Zdeněk Burian S paletou a štětcem III, Muzeum Zdeňka Buriana, Štramberk, 27. červen – 25. říjen 2009
- 2010 Zdeněk Burian a jeho svět – stezkou odvahy a dobrodružství, Muzeum Zdeňka Buriana, Štramberk, 3. duben – 15. září 2010
- 2011 Magické světy Zdeňka Buriana, Muzeum Zdeňka Buriana, Štramberk, 25. červen – 2. říjení 2011
- 2011 – 2015 Zdeněk Burian: Viděl světy dávno minulé..., Moravské zemské muzeum, Anthropos, Brno[27]
- 2015 – 2019 Zápas ichtyosaurů aneb pravěk štětcem Zdeňka Buriana, Moravské zemské muzeum, Anthropos, Brno[28]
- 2019 Zdeněk Burian: Širým světem, Obecní dům, Praha, 7. březen – 30. červen 2019, Kurátoři: Vladimír Prokop a Jakub Sluka.[29][30]
- 2019 Zdeněk Burian: Vlastní cestou, Galerie Smečky, Praha, 13. listopad 2019 – 15. únor 2020[31]
- 2020 Zdeněk Burian: Malíř pravěku, Muzeum Teylers, Haarlem, Nizozemí, od 31. ledna 2020[32]
- 2021 Zdeněk Burian: Za dinosaury a dobrodružstvím, Obchodní dům, Zlín, 15. červenec – 15. září 2021
- 2022 Zdeněk Burian a jeho svět, Muzeum Zdeňka Buriana, Štramberk, 5. leden – 18. prosinec 2022[33]

## Burianovi pokračovatelé
V našich zemích na Burianovo dílo z oblasti paleorekonstrukce po jeho smrti navázali ze starší generace ilustrátoři Zdeněk Berger a Pavel Major (spolupracující s paleontology Josefem Benešem a Oldřichem Fejfarem). Pavel Dvorský a Libor Balák (projekt Antropark) se věnují především „lovcům mamutů“ moravskému gravettienu. S vědci kolem pražského Chlupáčova muzea historie Země pak spolupracují dva významní paleoartisti Petr Modlitba a Jiří Svoboda. Pro Národní muzeum vytvořil mnoho rekonstrukcí v Kanadě usídlený Jan Sovák. Kvalitní úrovně dosahují i dva malující přírodovědci Karel Cettl a Pavel Říha. Tvorbě 3D modelů pravěké fauny v životní velikosti se na špičkové úrovni věnuje Radek Labuťa (mj. projekt Giganti).[zdroj?]

## Burianosaurus
Na počest vlivného a nadčasového díla Zdeňka Buriana (zejména jeho četných paleorekonstrukcí) byl v roce 2017 poprvé pojmenován český dinosaurus, a to pod názvem Burianosaurus augustai (doslova „Burianův a Augustův ještěr“), přičemž kromě Buriana jde také o poctu paleontologovi a popularizátorovi přírodních věd Josefu Augustovi. Fosilie tohoto dinosaura byly objeveny již roku 2003 u Kutné Hory, šlo o menšího ornitopodního dinosaura, který žil v období rané pozdní křídy (stupeň cenoman, asi před 95 miliony let).

## Posmrtné připomínky
- Ulice Zdeňka Buriana je v Kopřivnici
- V Kopřivnici je po Zdeňkovi Burianovi též pojmenována Základní umělecká škola ve Štramberské ulici
- Píseň skupiny Greenhorns Mistře Buriane, díky za ten svět.
- Zmínka ve filmu Pelíšky, zmiňován jako kamarád Jindřicha Krause (Jiří Kodet)